# Mohamed Yafi
Mohamed Yafi –en árabe, محمد جافي– (nacido el 21 de mayo de 1994) es un deportista marroquí que compite en judo. Ganó dos medallas de bronce en el Campeonato Africano de Judo en los años 2015 y 2017.

## Palmarés internacional
| Campeonato Africano | Campeonato Africano       | Campeonato Africano | Campeonato Africano |
| Año                 | Lugar                     | Medalla             | Categoría           |
| ------------------- | ------------------------- | ------------------- | ------------------- |
| 2015                | Libreville (Gabón)        | Medalla de bronce   | –60 kg              |
| 2017                | Antananarivo (Madagascar) | Medalla de bronce   | –60 kg              |